# Santa Cruz do Arari
Santa Cruz do Arari is een gemeente in de Braziliaanse deelstaat Pará. De plaats ligt op het eiland Marajó. De gemeente telt 6.280 inwoners (schatting 2009).

## Aangrenzende gemeenten
De gemeente grenst aan Anajás, Cachoeira do Arari, Chaves en Ponta de Pedras.